# Aeletes jamaicus
Aeletes jamaicus är en skalbaggsart som beskrevs av Yves Gomy 1981. Aeletes jamaicus ingår i släktet Aeletes och familjen stumpbaggar. Inga underarter finns listade i Catalogue of Life.